# 타이완 텔레비전 공사
타이완 텔레비전 공사(중국어: 臺灣電視公司, 병음: Táiwān Diànshì Gōngsī, 민난어: Tâi-ôan-tiān-sī-kong-si, 영어: Taiwan Television, 약칭: TTV, 臺視)는 중화민국의 텔레비전 방송국이다. 타이완 최초의 텔레비전 방송국으로 개국하였다. 원래 설립 당시에는 타이완성 정부의 소유였으나, 성 기능이 동결(凍結)한 이후부터 중화민국 정부가 소유하게 되었다. 이후 2007년에 민간 자본에 이양하였다.
정식 명칭은 대만 전시(텔레비전) 사업 고분 유한 공사(주식회사)(중국어 정체자: 臺灣電視事業股份有限公司, 한자음: 대만전시사업고분유한공사, 영어: Taiwan Television Enterprise, Ltd)이다. 자본금은 신 대만 달러로 약 28억원(元)이다(한국 원으로는 약 750여억원). 본사는 중화민국 타이베이에 위치해 있다.

## 역사

### 1950년대
1951년 중화민국 행정원은 민간기업 체제로 타이완의 텔레비전 사업을 추진하기로 결정하고 미국의 상업 텔레비전 제도를 밑바탕으로 삼았다.
1957년 타이완 전력공사는 흑백 텔레비전 방영 기술을 도입하기 위해 미국 CBS에 시찰단을 파견하였고, 중화민국 경제부 대강당에서 타이완 최초의 텔레비전 전시회가 개최되었다.
1958년 9월 2일, 중국중앙텔레비전(CCTV)의 전신인 "베이징 텔레비전"이 개국하여, 중화권에서 2번째로 개국한 방송국이 되었다(1번째는 홍콩의 아시아 텔레비전의 전신인 “丽的映声”이었다.) 이러한 움직임은 중국 본토 현대화의 상징으로, 행정원이 타이완의 TV 사업을 가속화하는 데 영향을 미쳤다.
1959년 1월 중·일 협력책진위원회는 '중·일 텔레비전 사업 연구단' 설립을 결의했다.

### 1960년대
1960년 2월 중국라디오방송공사(BCC)는 중국 국민당 중앙위원회 제183차 상무회의에서 타이완의 텔레비전 사업을 설립할 책임을 지시받았다. 5월 20일 제3대 중화민국 정부통령 취임식에서 BCC은 일본전기(NEC)와 합작해 10와트 송신기로 시험 방송하고 공중파 TV 50대를 배치했다.
1961년 2월 28일, 타이완성 정부 위원회는 타이완성 정부 정보국의 책임 하에 타이완 텔레비전 공사 설립을 기획하고 추진하였으며, 먼저 "타이완 텔레비전 사업 준비위원회"를 설립하였다. 4월 14일 웨이징멍은 후지 TV 영업부 책임자인 미네오 시즈히코와 계약을 체결했으며, 후지 TV, 도시바, 히타치, NEC가 공동으로 1억 2천만엔(1,200만 타이완달러 상당)을 투자, 나머지 자본금은 중화민국이 차지했다.

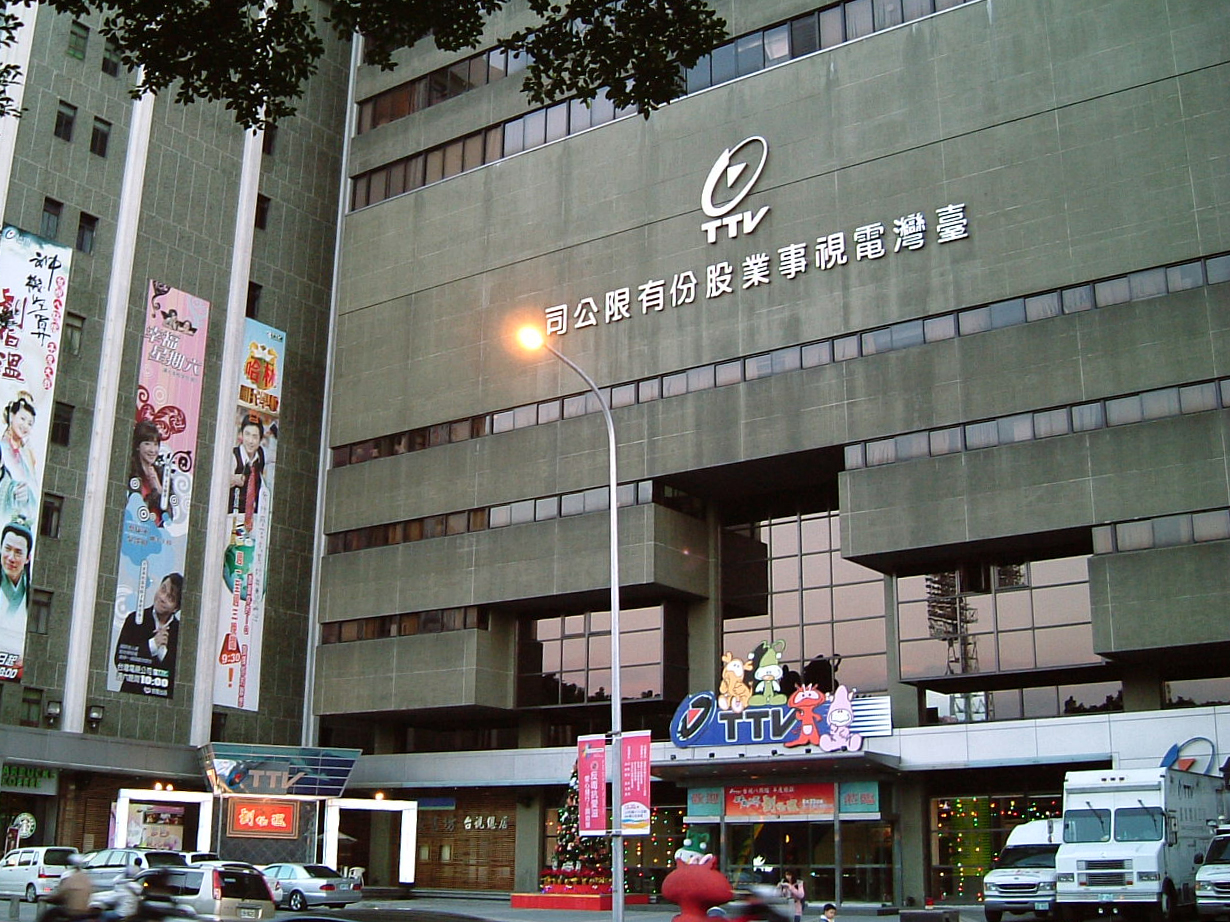
TTV 사옥 정문

1962년 2월 타이완 텔레비전 사업 준비 위원회, 후지 TV, 도시바, 히타치, NEC 5가지 주요 내용에 대한 협력 계약을 체결했다.
1. TTV의 자본은, 중화민국이 60%(이 중 49%는 타이완 지방정부, 11%는 민간 투자), 일본의 후지 TV·도시바·히타치·NEC가 40% 공동 투자한다.
2. TTV의 이사 정원은 출자비율에 따라 배정한다.
3. 타이완 텔레비전은 도시바, 히타치, NEC로부터 초기 방송 장비 15,000대와 14인치 흑백 TV를 구입하여 3년 안에 TV 수를 100,000대로 늘리는 것을 목표로 한다.
4. TTV의 초기 방송 범위는 타이완 북부에 국한되지만, 타이완 중부, 타이완 남부 및 타이완 동부의 중계국을 1966년 이전에 완성하여 타이완섬 전체까지 방송 범위를 확장한다.
5. 후지 TV는 TTV의 일본 총판 열할을 하며, 2명을 타이완으로 파견하여 기술 서비스를 제공한다.[5] 4월 17일, 중화민국 교통부는 TTV에 "교통부 텔레비전 및 라디오 방송국 설치 허가증"과 "우편허가번호 4482호"를 발급했다.

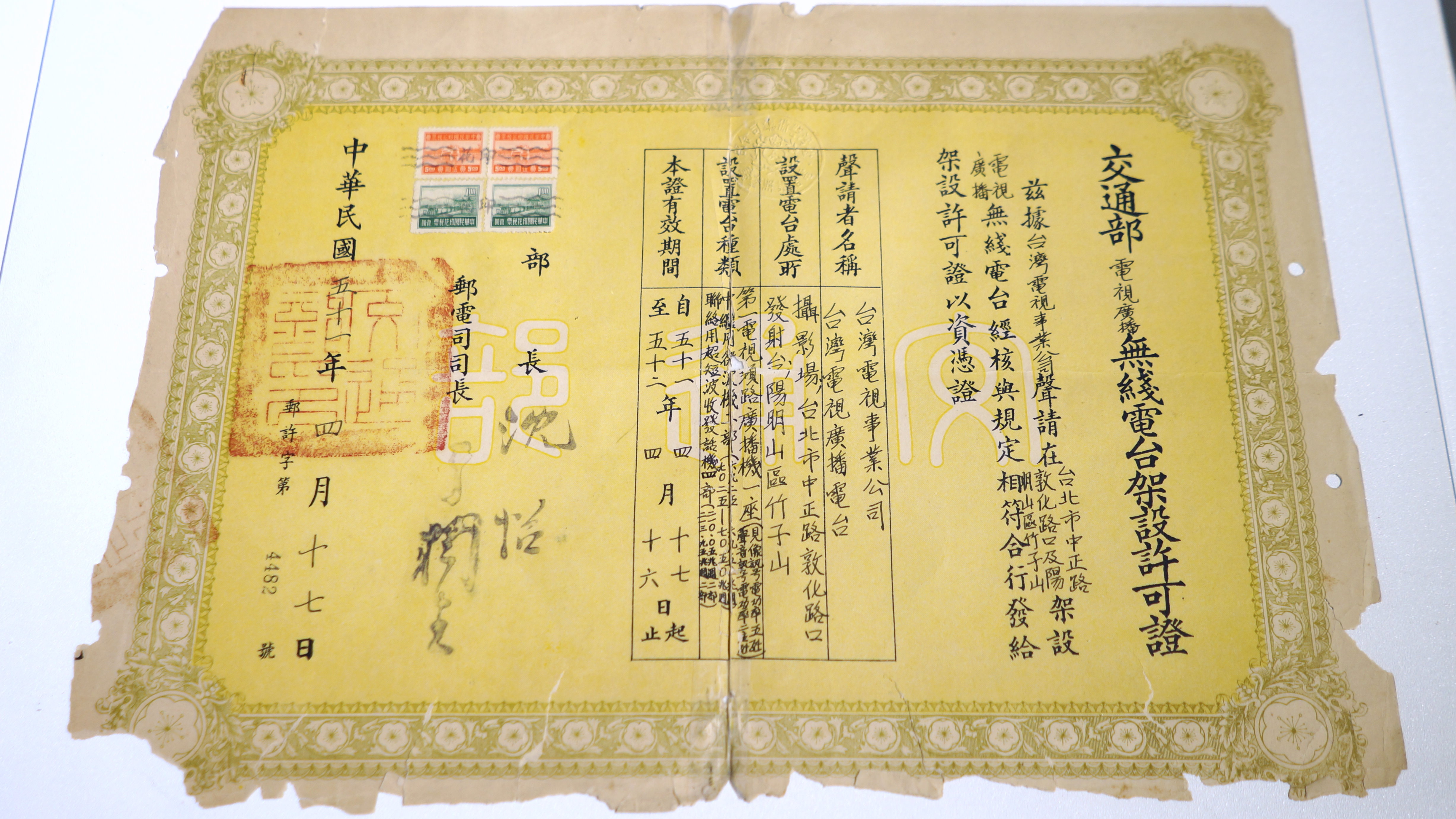
"교통부 텔레비전 및 라디오 방송국 설치 허가증", "우편허가번호 4482호"

4월 28일 타이완 텔레비전 공사가 정식으로 설립되었으며, 초대회장은 린보수, 초대 총책임자는 저우톈샹이었으며, 설립 당시 자본금은 3천만 신 대만 달러였다.
8월 30일 행정원 회의는 행정원 신문국을 텔레비전 사업 주관 기관으로 임명하기로 결정했다. 10월 3일, 텔레비전 방송국은 7일간 시험 방송을 시작하였으며, 호출부호는 "BET-21"이며, 시험 방송 시간은 매일 18시 정각부터 20시 정각까지이다.
10월 10일 12시 정각에 개국 행사가 거행되었다. 당시 영부인 장쑹메이링이 버튼을 눌러 저녁 19시에 TTV가 공식적으로 개국되었으며, 같은 날 TTV 공식 잡지 "TV 주간(電視周刊)"이 발행되었다. 동시에 TTV는 대중이 TV 프로그램을 시청할 수 있도록 타이베이시 전역에 55대의 TV를 설치했는데 당시 타이베이시의 총 TV 수는 약 2,800대에 불과했다.
10월 11일 20시 30분, TTV는 타이베이 시립 아동신락원 체육관에서 열린 중국 대표팀과 뉴질랜드 대표팀의 농구 경기를 처음으로 중계했다.
12월 17일, TTV 제1기 이사회의 제3차 상임이사 회의에서 "도쿄 대표사무소" 설립을 검토하고 승인했다.
1965년 10월 10일 TTV는 중부 및 남부 네트워크를 형성했다.
1969년 9월 7일, 타이완 최초의 컬러 텔레비전 신호 송출을 시작하였고, 이후 컬러 TV 프로그램을 수시로 시험 방송하였다가, 9월 25일, TTV는 컬러 텔레비전 프로그램의 시험 방송 성공을 발표하였다. 10월 16일, TTV는 화롄 중계소 개국을 완료했다. TTV는 19일 처음으로 인공위성을 이용해 아폴로 12호 우주비행사의 달 착륙 장면을 컬러 방송으로 중계했다.

### 1970년대
1970년 3월 14일 TTV는 일본 오사카 세계 박람회 특별프로그램인 《萬國博覽會觀光(만국박람회 관광)》을 9시부터 10시까지 방송하였다.
10시에는 통신위성을 이용하여 1970년 일본 만국박람회 개막식 실황을 중계하였다. 4월 12일 13시 18분, TTV는 52시간 전에 도착한 두 대의 필립스 PC-80 컬러 카메라로 타이완 최초의 컬러 생방송 프로그램 《群星會》를 공식 방송했다.
1971년 이후, TTV는 타이둥 중계소를 완성하면서, 타이완 전역에 방송망을 구축하게 됐다. 1971년 1월 12일 19시 33분에 TTV는 타이완 어촌에서 일어난 감동적인 이야기를 담은 타이완 최초의 컬러 민난어 드라마 《폭풍우가 몰아치는 밤에 귀환(風雨夜歸人)》'을 방영하기 시작했다. 4월 19일 16시 45분, TTV에서 첫 번째 국어 더빙 컬러 앨범 《妙叔叔》이 방송되었다.
8월 5일 TTV 훈련 센터가 설립되었으며 TTV 웨스트 윙 빌딩에 위치하고 있다. 9월 30일, TTV 훈련 센터가 개교했다.
1974년 7월 26일, TTV는 스포츠 프로그램의 하이라이트를 느린 속도로 재생하는 데 사용할 수 있는 Ampex HS-100B/200 변속 비디오 카메라를 구입했다. 연말에는 TTV 자체 부지가 충분하지 않아 TTV 훈련센터의 운영을 중단했다. TTV 훈련센터는 3년 이상 운영되었으며 5,586명의 교육생이 있으며 그 중 거의 20%가 TTV에 남아 있지만 대부분은 편제 밖이었다.
1978년 6월 1일, TV주간(電視周刊)사는 TTV 문화 회사로 독립했다.

### 1980년대
1981년 5월 16일 제16회 금종장을 TV로 중계하면서 처음으로 디지털 비디오 이펙트(Digital Video Effect, 약칭 DVE)를 사용하였다.
1982년 10월 10일, TTV는 중화민국 71년 국경일 및 TTV 개국 20주년 특별 프로그램 《쌍십쌍십(雙十雙十)》을 52시간 연속 녹화하여 타이완 방송 프로그램 최다 스튜디오 점유를 기록하였다.
1984년 2월 10일 TTV는 관계기업인 'TTV 아메리카(台視美國公司)'를 설립했지만 1989년에 철수했다. 3월 5일, TTV는 홍보팀이 담당하는 "시청상담전화"를 개설하였다.
1987년 3월 1일, TTV는 컴퓨터 자막을 전면 시행했다.

### 1990년대
1991년 1월, TTV는 도시바에서 제작한 TV 프로그램 자동 방송 장비(Automatic Program Control System, 약칭 APC)를 사용하여 일일 프로그램을 방송했다. 이 APC는 1990년 10월 5일에 TTV에 도착하여 1990년 10월 8일에 설치를 시작, 1990년 11월 30일에 설치를 완료하고 수동 방송 장비와 병행하여 실험을 시작했다.
10월 6일, 행정원 정보국과 협력하여 TV 프로그램 등급 제도를 추진하였고, TTV는 이날부터 각 프로그램 내용에 따라 TV 프로그램 등급 로고를 스크린 위에 표시하였다.12월 7일, 중화민국 텔레비전 학회의 결의에 따라, 교통부는 CH-31과 CH-32를 텔레비전 방송국의 각 송신소에 할당하여 지상파 디지털 텔레비전 채널을 사용하도록 하였다.
1999년 정성(精省) 시행 후 타이완성 정부 산하 은행이 보유한 TTV 지분이 중앙정부 부처로 이전됐다. 1월 1일, 텔레비전 프로그램의 등급제가 정식으로 시행되었다. 행정원 보도국은 각 방송국이 반드시 스크린 위에 프로그램 등급 표시를 최소 10초 동안 표시되도록 하였다.

### 2000년대
2000년 정당 교체 후 TTV를 포함한 지상파 텔레비전 방송국의 정부 지분 문제가 쟁점이 되기 시작했고, 3월 10일 TTV는 '타이완 고정통신망(台灣固網)' 설립에 참여했다. 3월 27일, TTV는 "마이클 존슨 멀티미디어"에 투자했다. 8월 19일 라이궈저우가 TTV의 회장으로, 후위안후이가 TTV의 총경리로 취임하여 TTV 뉴스부가 발의한 '언론의 자유에 관한 협약'에 서명했다. 11월 15일, TTV는 '다채널, 멀티미디어' 콘텐츠 그룹의 전략적 목표를 설정했다.
2004년 4월 28일, TTV 방송 42주년 기념일에 '타이완 텔레비전 박람관'이 개장했다. 5월 15일, TTV의 자동 방송 제어 시스템이 아날로그식에서 다채널 디지털식으로 전환되었다. 6월 1일, TTV는 산하 3개의 지상파 디지털 텔레비전 채널을 가동하고, "TTV 경제 채널 전문 센터"와 "TTV 가족 채널 전문 센터"를 설립, 7월 1일, TTV는 9개의 주요 송신국에서 정식으로 CH-32 단일 주파수 네트워크로 3개의 SDTV 채널로 방송을 시작했다. 2004년 9월 1일, TTV 경제 채널이 TTV 종합 채널과 함께 방송을 시작했다.
2006년 1월 18일 '지상파 텔레비전 주식 취급에 관한 규정'의 시행이 공식 발표되었고, 이에 따라 TTV의 민영화 작업을 착수하였다. 4월 28일, TTV는 2006년을 'TTV 민영화 원년'으로 선포했다. 그리고 TTV 모바일 라디오의 방송을 시작하였다.
2007년 정부와 히타치 등 일본 기업이 보유한 TTV 지분이 잇따라 매각되었고, 같은 해 9월 6일 TTV가 싱커시장에 상장하면서 본격적인 민영화가 완료됐다. 히타치의 TTV 지분은 페이판 텔레비전(非凡電視台)에 매각되었다.
12월 31일 새벽, 기존 TTV 국제 채널 타이완판 방송 중단된 채널 자리에 TTV 건강 오락 채널(TTV 종합 채널 전신)가 개국하여, 기존의 TTV 가족 채널의 스타일을 대체하였다.
2008년 7월 3일, TTV 이사회는 "회사 실적과 동료 업무 실적의 끊임없는 돌파와 상향 향상을 추구"하는 새로운 이미지를 표현하기 위해 TTV 로고의 심벌 마크와 표준 글꼴을 약간 변경하기로 결정했다. 7월 19일 오전부터, TTV는 새로운 버전의 로고를 방송하여, 왼쪽 상단 모서리가 직각이었던 삼각형을 위로 올라가는 형태의 빨간색 삼각형으로 변경하였다.

### 2010년대
TTV는 2010년부터 금곡장과 금마장에 대한 제작 및 중계권을 여러 차례 획득했다. 그리고 2010년 10월 1일 타이베이 아레나에서 제야의 특별 프로그램 《슈퍼스타 홍백예능대상(超級巨星紅白藝能大賞)》을 제작하여 방송하였으며, TTV 건강·엔터테인먼트 채널은 TTV 종합 채널로 개명하였다.
2012년 4월 27일 TTV 회사는 TTV 개국 50주년 기념 티 파티를 개최하고 처음으로 미국 아카데미 시상식에서 타이완 독점 해외 중계권을 공식 획득했다. 7월부터 타이완의 아날로그 송출이 중단되고, 전면 디지털 송출을 실시하였다. 7월 21일 다른 지상파 방송사와 2012 런던 올림픽을 고화질로 공동 중계하기 위해 TTV HD(台視HD台)가 개국하면서 본격적인 고화질 TV 시대가 열렸다.
2013년 1월 29일 TTV는 쑹다 엔터테인먼트 주식회사(松大娛樂經紀股份有限公司)를 설립했다. 이와 함께 온라인 쇼핑 플랫폼 'TTV iSHOPPING' 웹사이트도 정식 오픈했다.
2014년 TTV는 타이페이 아레나에서 열린 KKBOX 디지털 음원차트의 제작 및 방송권을 처음으로 획득했고, 12월 29일 TTV 메인 채널을 HD로 전환하였다. 기존의 TTV HD 채널은 중단되고, TTV 뉴스 채널이 3일 동안 시험방송하였다.
2015년 1월 1일, TTV 뉴스 채널이 개국했다.
2016년 11월 28일, TTV 국제 채널의 해외판이 방송 중단되었다.
2017년 TTV가 6년 연속 미국 아카데미 시상식에서 타이완의 해외 독점 중계권을 획득하였으며, 중국 본토의 CCTV 영화 채널, 홍콩의 TVB Pearl과 공동 해외 중계 방송국 중 하나로 선정되었다.

### 2020년대
2020년 10월 12일, TTV 경제 채널과 TTV 종합 채널이 지상파에서 HD로 전환하였다.
2022년 4월 28일부터 5월 2일까지 TTV의 60주년 기념일을 기념하여 'TTV 60주년 특별전'을 개최하기 위해 TTV는 쑹산 문창원구(松山文創園區) 1호 창고를 임대하였으나 대만의 코로나19 범유행이 확대되면서 모두 취소되었다.

## 방송 송출 시설망

### 디지털 텔레비전
| 송신소 및 중계소                                                    | 호출 부호 | 대역 | 채널    | 주파수      |
| ------------------------------------------------------------------- | --------- | ---- | ------- | ----------- |
| 타이베이시 베이터우구 북부발사대 주쯔산 송신소                      | BET61     | UHF  | 32 채널 | 578-584 MHz |
| 타오위안시 룽탄구 북부발사대 뎬쯔후 송신소 (CTS 뎬쯔후 송신소 부속) | BET70     | UHF  | 32 채널 | 578-584 MHz |
| 신주시 관시진 북부발사대 궁쯔거우 마이크로파 중계소                 | -         |      |         | -           |
| 먀오리현 싼완향 북부발사대 펑수샤 마이크로파 중계소                 | -         |      |         | -           |
| 먀오리현 싼이 중부발사대 훠옌산 송신소                              | BET68     | UHF  | 32 채널 | 578-584 MHz |
| 난터우현 펑밍 중부발사대 난터우 송신소 (FTV 난터우 송신소 부속)     | BET62     | UHF  | 32 채널 | 578-584 MHz |
| 타이난시 관쯔링 남부발사대 전터우산 송신소                          | BET69     | UHF  | 32 채널 | 578-584 MHz |
| 가오슝시 치산구 남부발사대 중랴오송신소 (CTV 중랴오 송신소 부속)    | BET63     | UHF  | 32 채널 | 578-584 MHz |
| 이란현 치싱링 동부발사대 이란 송신소 (CTV 이란 송신소 부속)         | BET64     | UHF  | 32 채널 | 578-584 MHz |
| 화롄현 리위산 동부발사대 화롄 송신소                                | BET65     | UHF  | 32 채널 | 578-584 MHz |
| 타이둥현 시촨산 동부발사대 타이둥 송신소 (CTS 타이둥 송신소 부속)   | BET66     | UHF  | 32 채널 | 578-584 MHz |

- 굵은 글씨는 TTV가 관리하는 중계소이고, 굵은 글씨가 아닌 것은 다른 지상파 방송국의 중계소에 부착되어 있다.

출처: 台視開播畫面(2009年7月6日)、台灣無線電視頻率表 보관됨 2021-04-22 - 웨이백 머신

## 채널 정보

### 텔레비전 채널
- TTV 메인 채널(TTV Main, 臺灣電視台) : 통합 채널, 「台視主頻」、「台視頻道」이라고도 부름. 2014년 12월 29일 오전 7시, 케이블·지상파 디지털 채널이 HD로 전환.
- TTV 뉴스 채널(TTV News, 台視新聞台) : 2012년 7월 21일 개국. 개국 당시 TTV HD 채널(台視HD台)이었으며, 2012년 하계 올림픽 기간 동안 국가통신전파위원회의 승인을 받아 추가한 HD 채널, 당시 하루 24시간 올림픽 경기를 중계하였다. 이후 지상파 TTV 메인 채널과 연계하여 방송하였다. 2014년 12월 29일 오전 7시 현재 명칭으로 변경되어 시험 방송을 시작함과 동시에 지상파 디지털 채널 화질을 SD로 변경, 12월 31일 저녁 23시 58분 본방송 개시.[24] 2015년 12월 16일부터 유튜브 온라인 생중계 서비스를 시작. 2016년 12월 21일, 케이블·지상파 디지털 채널이 HD로 전환.
- TTV 경제 채널(TTV Finance, 台視財經台) : 2004년 9월 1일 개국, 개국 당시 가족 채널(TTV Family, 台視家庭台)과 채널을 공유하여 방송. 2008년 1월 1일 TTV 가족 채널 방송이 중단되고, 전 시간을 경제 채널로 방송. 2020년 10월 12일 케이블·지상파 디지털 채널이 HD로 전환.
- TTV 종합 채널(TTV Variety, 台視綜合台) : 2007년 12월 31일 개국, 개국 당시 건강·엔터테인먼트 채널(台視健康娛樂台). 2010년 10월 1일에 현재의 이름으로 변경. 2020년 10월 12일 케이블·지상파 디지털 채널이 HD로 전환.

### 폐국된 채널
- 국제 채널 (TTV World, 台視國際台) : 2005년 10월 25일 개국 ~ 2016년 11월 28일 폐국

### 비디오 스트리밍 플랫폼
TOUCH TTV : 2017년 5월 23일에 공식 출시되었으며 뉴스·드라마·예능·특집 영상을 포함한 TTV HD 채널의 주문형 라이브 방송 및 주문형 오디오 및 비디오를 제공하며, 라이브 콘텐츠에는 메인채널과 뉴스채널이 포함된다.

## 기타 사업

### 텔레비전 제조

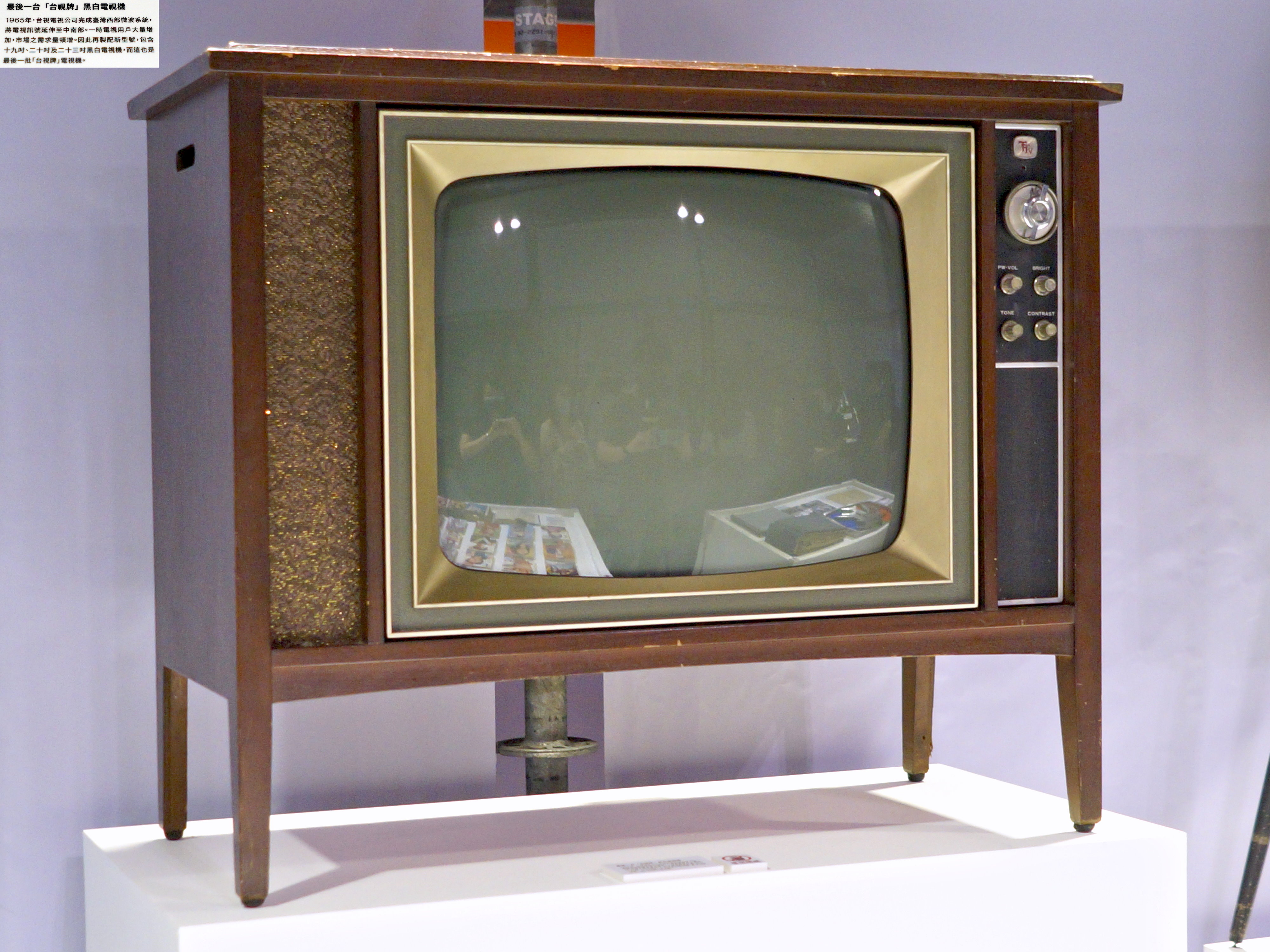
최후의 「대시패(台視牌)」 흑백 텔레비전

1962년 4월 28일 TTV가 정식으로 설립됨과 동시에 중앙 빌딩 1층에 타이완 최초의 TV 제조업체인 “TTV 제조공장(台灣電視公司製配廠)”이라는 TV 생산 라인을 설치하여 “대시패(台視牌)”의 흑백 TV를 생산했다. 첫 TV 부품은 케이스 외에 히타치, NEC, 도시바가 각각 14인치 흑백 TV(당시에는 컬러 TV가 등장하지 않았다) 5000대를 공급하고 타이완 최초의 표준 TV 신호 발생기를 도입했다. 1962년 말까지 제조·배급 공장은 총 4400대의 흑백 TV를 생산했다. 1963년 14인치 흑백 TV 8000대를 생산함과 함께, 민영 가전업체들이 잇따라 TV를 생산할 공장을 세울 계획을 가졌다. 1965년 TTV가 타이완 서부에 마이크로웨이브시스템을 완성된 후, 제조·배급 공장은 도시바 19인치, 도시바 20인치, 미국 라디오 회사(RCA)의 23인치 흑백 텔레비전의 일부 해외 부품을 수입해, 중국인이 직접 제작한 텔레비전 세트와 함께 텔레비전을 계속 생산하였다. 1971년 4월 당시 타이완 TV 시장이 포화상태에 이르렀기 때문에 TTV는 TV를 조립하는 업무를 종료하고, 제조 공장의 공사 인력은 모두 공정부로 이관되었다. 제조 공장은 총 58450대의 각종 흑백 TV를 생산하였는데, 여기에는 14인치 15000대, 16인치 12500대, 19인치 18000대, 20인치 8000대, 23인치 5000대가 포함되었다.1971년 12월, TTV의 제4기 제6기 이사회는 제조공장의 폐쇄 결의안을 통과시키고, 제조공장의 '수리팀'은 '총기사실'로 소속이 바뀌었고, 업무부의 '영업팀'도 동시에 철수되었다.제조공장이 철수한 원인은 세 가지이다.:
1. 타이완 가전업체들이 TV를 생산한 경험과 품질, 수량은 이미 점차 향상되고 있다. 1970년에 이르러 타이완의 TV 생산량은 연간 125만 대에 이르렀으며 TV 보급률이 높아짐에 따라 TV 공급 과잉이 발생했다.
2. TTV의 광고 수입은 개국 당시보다 훨씬 성장하였다. 이미 제조·배급 공장에서의 업외 수입에 의지하여 영업을 지탱할 필요가 없게 되었다. 즉, 전력으로 본업에 집중할 수 있게 되었다.
3. 당시 TTV는 한창 증축 중이어서 더 많은 엔지니어링 전문 인력이 공사 기술을 추진해야 했다.[25]

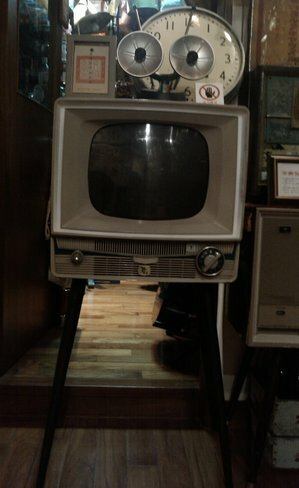
TTV와 도시바가 협력 제조한 14인치 TV '14T-511'.
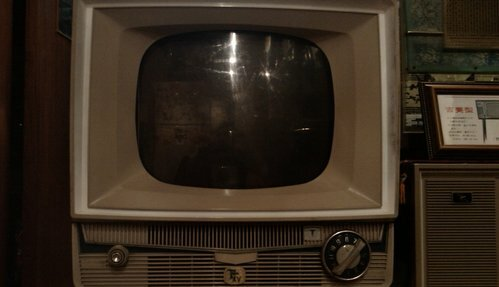
14T-511의 화면 바로 아래에 있는 TTV의 1세대 로고.
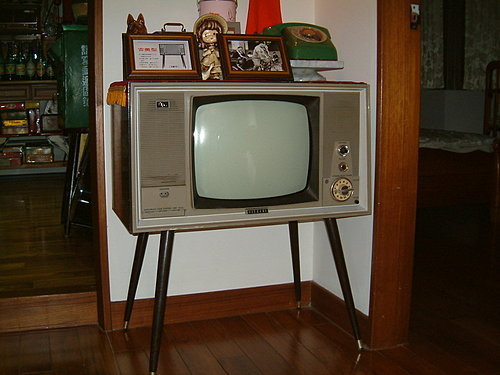
TTV와 히타치가 생산한 14인치 TV '14T-613', 당시 가격은 4,660 신 대만 달러였다.
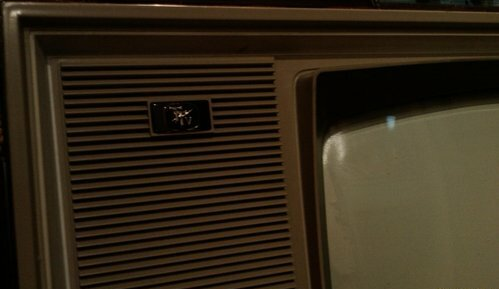
14T-613의 화면 왼쪽 상단에 보이는 검은색 사각형과 그 안에 있는 TTV 1세대 로고.

### 문화사업
TTV 총서의 출판은 TTV의 첫 자회사인 TTV문화회사가 맡았다. 2000년대 상반기부터 2008년 3월 20일까지 TTV 빌딩 지하에 중화민국 정부 출판품과 TTV 문화회사에서 발행한 다양한 유형의 서적과 정기 간행물을 전시 및 판매하는 서점 “국가서점 TTV본점(國家書坊台視總店)”을 설치하였다. “TTV총서(台視叢書)”는 공식 명칭이 아니며 이전 명칭은 “TV주간총서(電視周刊叢書)”였다(한때 사용되었던 공식 명칭). 2008년 3월 20일, 국가서점 TTV본점은 운영을 중단했다. 2009년 2월 2일, TTV는 국가서점 TTV본점의 책장, 책걸상 100여개를 각 복지·교육재단 등에 기증하였다.
TTV문화회사와 전신인 TV 주간사가 발행하는 《TV 주간(電視周刊)》은 타이완에서 가장 오래된 연예인 동향 및 방송 관련 잡지로 1943호를 발행하다 2000년 폐간됐다. 1980~1990년대 TTV문화회사 소속 잡지로는 《TV 주간》, 《가정월간(家庭月刊)》, 《상춘월간(常春月刊)》, 《슬기로운 어린이 월간(智慧兒童月刊)》이 있으며, 이 중 《상춘월간》이 지속적으로 발간되어 오늘에 이르고 있다. 2000년대 TTV문화회사는 《여성상춘(女性常春)》 월간지를 추가 발행했고, 상춘월간은 《상춘락활월간(常春樂活月刊)》로 이름을 바꿨다가 다시 원래 이름으로 변경했다.
또 TTV 중앙빌딩 지하 1층에 타이완 텔레비전 박람관이 설치돼 2004년 4월 28일 개관한 뒤 2008년 1월 폐관했다.

## 제휴 방송국
- 홍콩: TVB
- 일본: 후지 TV, 일본방송협회(NHK)
- 대한민국: 문화방송(MBC)
- 말레이시아: TV3
- 러시아: 전러시아 국립 텔레비전 및 라디오 회사(VGTRK)
- 영국: 영국방송공사(BBC)
- 미국: NBC, 텔레문도, 유니비전, 유니마스
- 캐나다: CTV 텔레비전 네트워크
- 멕시코: 텔레비사
- 브라질: 헤지 글로부
- 베네수엘라: 베네비전
- 콜롬비아: RCN 텔레비전
- 엘살바도르: TCS

## 같이 보기
- 중국 텔레비전 공사(CTV, 中視)
- 중화 텔레비전 공사(CTS, 華視)
- 민간전민텔레비전공사(FTV, 民視)
- 공공 텔레비전 문화 사업 기금회(PTS, 公視)